# Ammembal Vittal Pai
Ammembal Vittal Pai C.I.E., O.B.E. fue un diplomático, india.
- Ammembal Vittal Pai fue hijo de Ammembal Srinivasa Pai, abogado de Mangalore.
- El 16 de junio de 1926 recibió la llamada al bar del Inner Temple.
- En 1926 entró al Indian Civil Service (British India).
- De 1931 a 1936 fue secretario suplente en el departamento de obras públicas.
- De 1936 a 1941 fue Agente del gobierno de Victor Hope en Colombo Ceylon.
- De 1941 a 1944 fue secretario adjunto del departamento de educación, salud y tierra.
- De 1944 a 1947 fue secretario adjunto en el gobierno de Archibald Wavell y el controlador general del departamento de asuntos de emigración y Mancomunidad.

- En verano de 1947 se creó la embajada en Moscú, que pertenecía a las tres primeras misiones diplomáticas de la India independiente, la embajadora designada era Vijaya Lakshmi Pandit, Prem Krishen secretario de primera clase.
- De 1947 a 1948 Ammembal Vittal Pai fue consejero de embajada en Moscú.
- De 1948 a 1950 fue secretario privado de Sri Pandit Jawaharlal Nehru.
- De 1950 a 1953 fue secretario de gobierno del Ministerio de Comunicaciones.
- De 1953 a 1958 fue secretario del ministerio del interior.
- De 1958 a 1961 fue secretario de prensa del gobierno de India.
- De 1962 a 1964 fue director del centro por la región Asia de entrenamiento y Plan de estudios en Asia en la Unesco.[1]